# Elias de Barjols
Elias de Barjols, anche scritto Helias de Bariol o N'Elias de Bariols (fl. ca. 1210-1230), è stato un trovatore aquitano che ha svolto la propria attività in Provenza.
Dei suoi componimenti ne sopravvivono tredici, nessuno dei quali ha conservato la musica.
Secondo ciò che dice l'antica vida, Elias era figlio di un mercante e proveniva dall'Agenese; il nome del castello (cioè borgo fortificato) natale è, nei manoscritti, peiols, toponimico ad oggi non individuato: l'ultimo editore propone di emendare in Poiols, antico nome di Pujols, borgo strategico dell'Agenese a circa 25 km da Agen (la precedente proposta di Stronski, che l'identificava con Pérols-sur-Vézère, è inammissibile in quanto il luogo non si trova nell'Agenese, bensì nel Limosino). La vida riferisce anche che egli fu il più grande cantore del suo tempo (benché l'affermazione faccia parte del bagaglio retorico delle vidas) e viaggiò molto di corte in corte come joglar con un suo collega chiamato Oliver. Elias ed Oliver ottennero il favore del conte Alfonso II di Provenza, fatto che pare confermato da un documento emesso da quest'ultimo e datato al 1208. Alfonso diede loro mogli e terra nel villaggio di Barjols, dove nel 1222 Elias risulta tra i testimoni di un atto di Raimondo Berengario IV di Provenza (successore d'Alfonso).
Secondo la sua vida Elias si innamorò (cioè celebrò nelle proprie canzoni) di Garsenda di Sabran, vedova di Alfonso II (morto nel 1209), e compose per lei canzoni "per tutto il resto della sua vita"; in realtà, nessuna canzone di Elias de Barjols è dedicata esplicitamente a Garsenda, mentre in più luoghi il trovatore dedica i componimenti a Beatrice di Savoia, moglie di Raimondo Berengario IV. La vida risulta dunque inesatta a questo riguardo. 
Successivamente Elias si ritirò nell'Ospedale di San Benedetto d'Avignone (Saint Beneic d'Avignon), dove morì.
Elias fu un professionista del trobar leu. Tra i suoi lavori ci restano un descorts, un partimen e nove cansos di attribuzione sicura, e ancora un sirventes, due cansos e un secondo descort di attribuzione incerta. Probabilmente intorno al 1200 Elias (ma la paternità è stata messa in dubbio) scrisse un sirventese che descriveva un cavaliere soissebut (o cavalher benestan: cavaliere ideale o modello) con caratteristiche prese dai suoi contemporanei, a imitazione di un lavoro di Bertran de Born in cui la domna soissebuda viene descritta tramite i lineamenti di nobildonne-modello. Elias costruisce il suo cavaliere prendendo la "grazia" di Aimar, l'"affabilità" di Giraut IV Trencaleon d'Armagnac, la "liberalità" di Randon, le "belle risposte" di Dalfi d'Alvernha, l'"arguzia" di Peir cui es Monleos (forse il trovatore e signore Peire de Gavaret), la "cavalleria" di Brian, la "saggezza" di Bertran, la "cortesia" di un Bel Castellano, la "convivialità" di tale Netblos, le "canzoni" (chansos) di Raimon de Miraval, la "gaiezza" (guaieza) di Pons de Capdoill, la "rettitudine" di Bertran II de la Tor. Alcuni personaggi risultano tuttora non identificati.
Un'altra poesia, Ben deu hom son bon senhor, scritta probabilmente intorno al 1225, ha due tornadas che fanno riferimento rispettivamente a Beatrice di Savoia, moglie di Raimondo Berengario IV di Provenza, e al barone provenzale Blacatz. Queste tre figure furono tra i principali protettori del trovatore. La strofa che precede incita alla crociata l'imperatore Federico II, che ebbe sempre buone relazioni con Raimondo Berengario. 
(Ben deu hom son bon senhor)
Oltre che per Beatrice di Savoia e Blacatz, Elias fu in contatto anche con l'imperatore Federico II di Svevia, con il trovatore Jaufre Reforzat de Trets e con il re Ferdinando III di Castiglia-Leon.